# مارخگ
مارخگ (به آلمانی: Marchegg) یک شهر در اتریش است که در ناحیه گنزرندورف واقع شده‌است. مارخگ ۲٬۸۵۰ نفر جمعیت دارد.